# Charles Harold Davis
Pour les articles homonymes, voir Davis.
Charles Harold Davis, né le 7 janvier 1856 à Amesbury dans l'état du Massachusetts et décédé le 5 août 1933 à Mystic dans l'état du Connecticut, est un peintre américain, spécialisé dans la peinture de paysage.

## Biographie
Charles Harold Davis naît à Amesbury dans l'état du Massachusetts en 1856. Il étudie les beaux-arts à la School of the Museum of Fine Arts at Tufts (en) de Boston auprès du peintre Emil Otto Grundmann avant de partir pour la ville de Paris en 1880 ou il étudie à l'académie Julian auprès des peintres Gustave Boulanger et Jules Lefebvre. Il séjourne ensuite à Barbizon ou il découvre le mouvement de l'école de Barbizon et se forme à la peinture de paysage à travers l'étude et la peinture de la forêt de Fontainebleau. En 1884, il épouse Angèle Legarde et il devient membre de la Society of American Artists (en) en 1886.
Membre du Salon des artistes français, il remporte une médaille d'argent lors de l'exposition universelle de Paris de 1889.
En 1890, il retourne aux États-Unis et s’installe à Mystic dans l'état du Connecticut. Il se tourne vers l'impressionnisme qu'il applique à ses peintures de paysage. Il participe à l'exposition universelle de 1893.
Au début des années 1900, il séjourne dans la colonie artistique d'Old Lyme. Il obtient aussi une médaille de bronze à l'Exposition universelle.
En 1906, il est élu à l'académie américaine des beaux-arts. En 1913, il participe à l'exposition Armory Show. Il devient membre de la colonie d'artistes de Mystic et fonde la Mystic Art Association en 1913, ou il donne quelques cours, notamment pour le jeune peintre Samuel Burtis Baker (en). En 1931, il participe à la création du Mystic Museum of Art (en), en compagnie d'autres artistes, comme la sculptrice Gladys Edgerly Bates (en) et son mari Kenneth Bates. Il décède à Mystic en 1933 à l'âge de 77 ans.
Ces œuvres sont notamment visibles ou conservées au Brooklyn Museum et au Metropolitan Museum of Art de New York, à la National Gallery of Art et au Smithsonian American Art Museum de Washington, à la Pennsylvania Academy of the Fine Arts de Philadelphie, au musée des Beaux-Arts de Boston, au Florence Griswold Museum d'Old Lyme, au Wadsworth Atheneum d'Hartford, au New Britain Museum of American Art de New Britain, au Muskegon Museum of Art de Muskegon, à l'Arkell Museum (en) de Canajoharie, au Mattatuck Museum (en) de Waterbury, au Butler Institute of American Art de Youngstown, au Bruce Museum of Arts and Science (en) de Greenwich, au William Benton Museum of Art (en) de Mansfield, au Cleveland Museum of Art de Cleveland, au Rhode Island School of Design Museum de Providence, au Mystic Museum of Art (en) de Mystic dans l'état du Connecticut et à l'Art Institute of Chicago.

## Œuvres

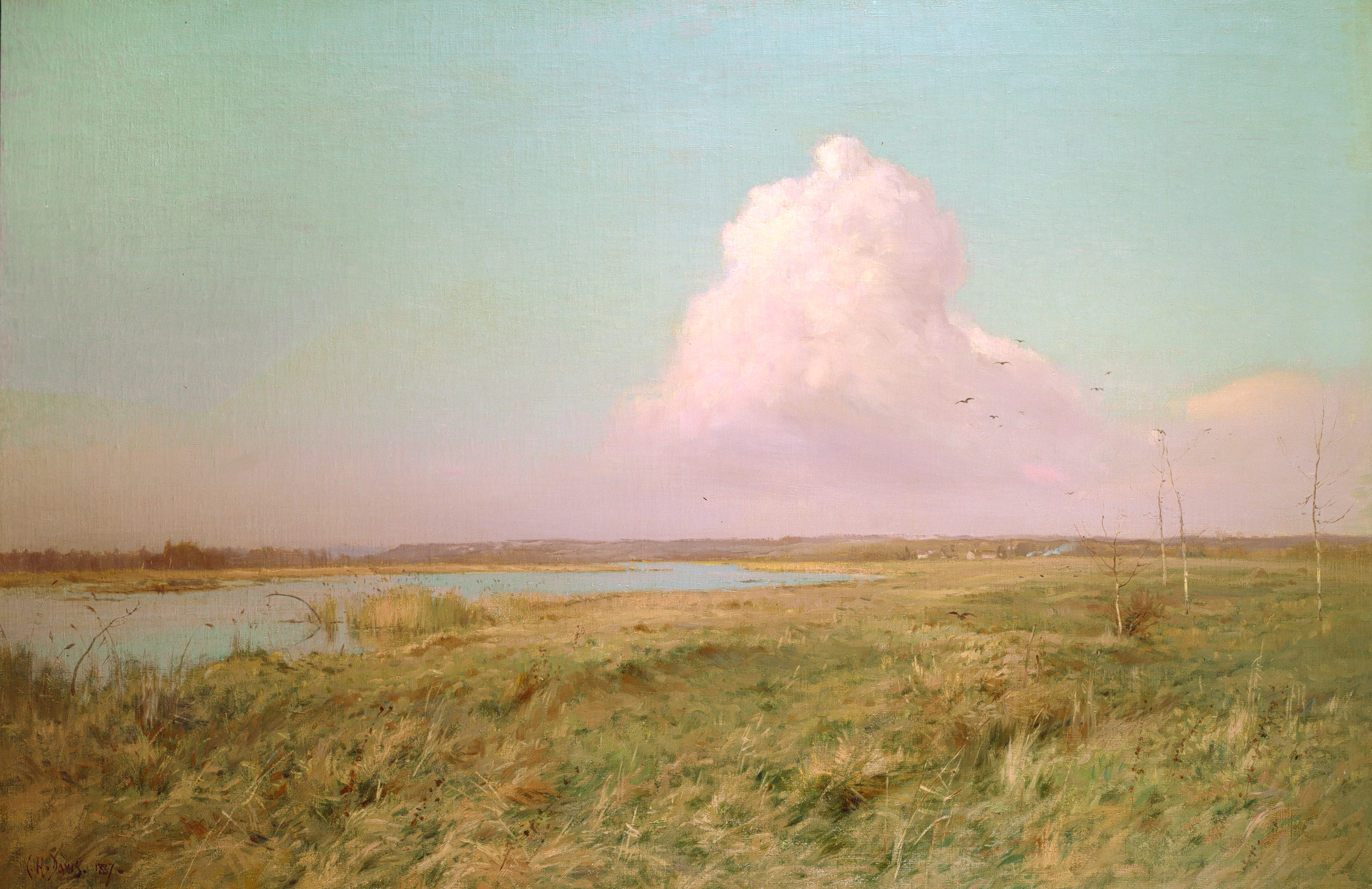
The Last Rays (1887)
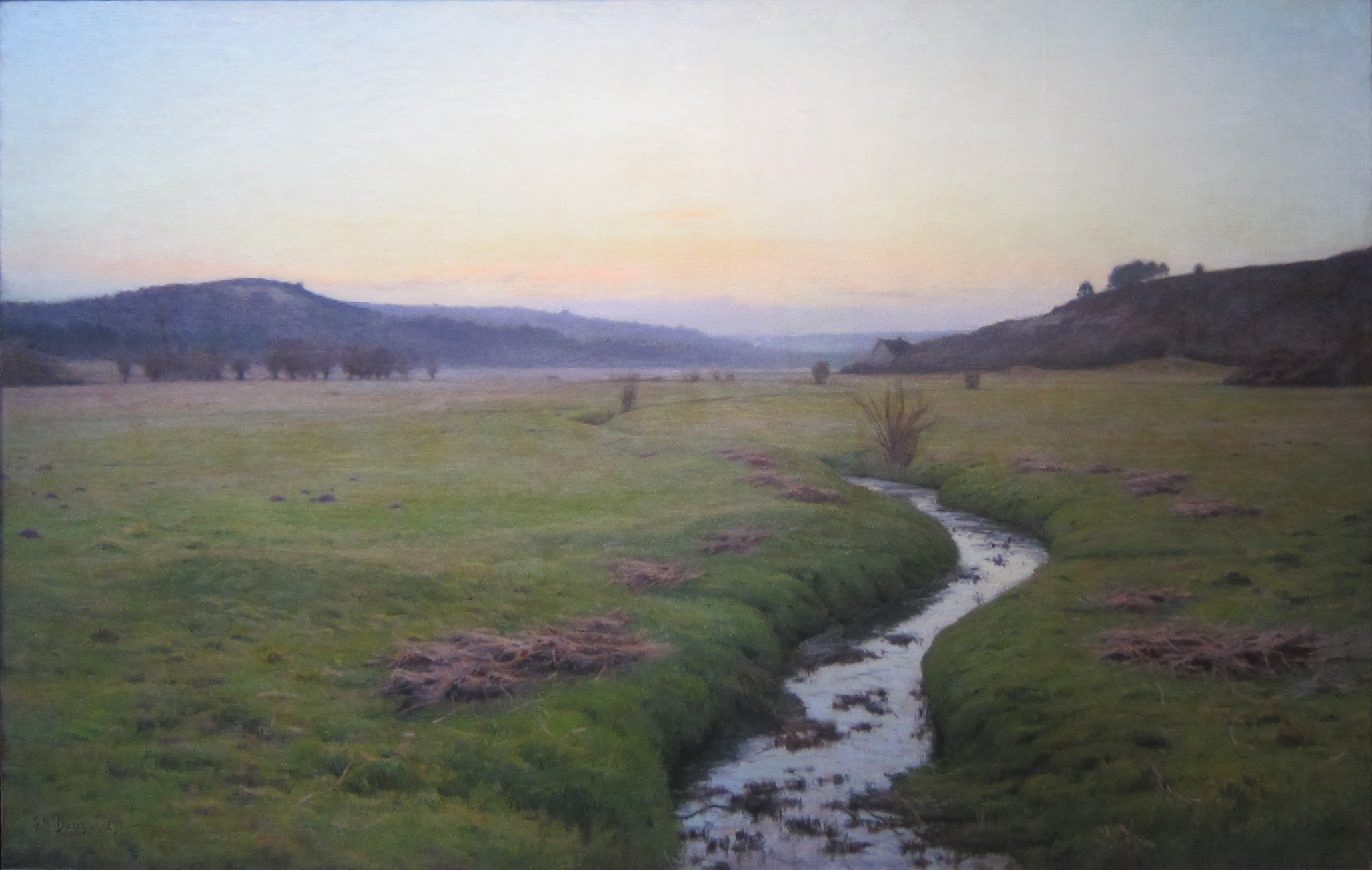
The Brook (1890), Pennsylvania Academy of the Fine Arts
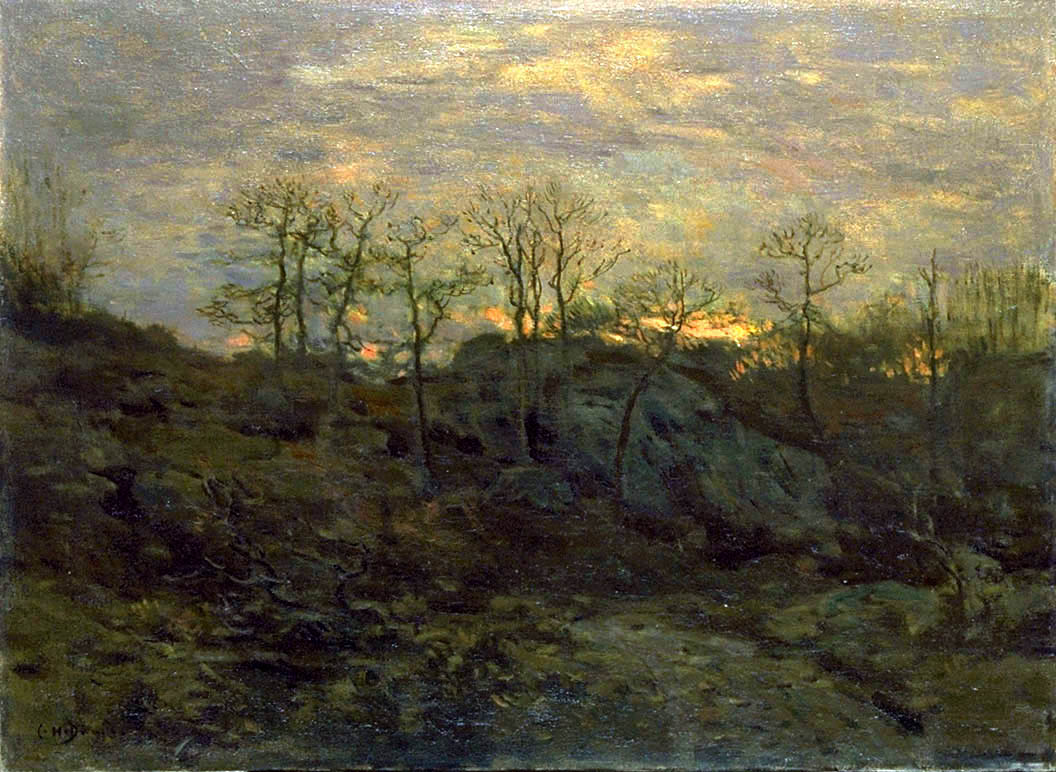
Edge of the Forest, Twilight (vers 1890), Smithsonian American Art Museum
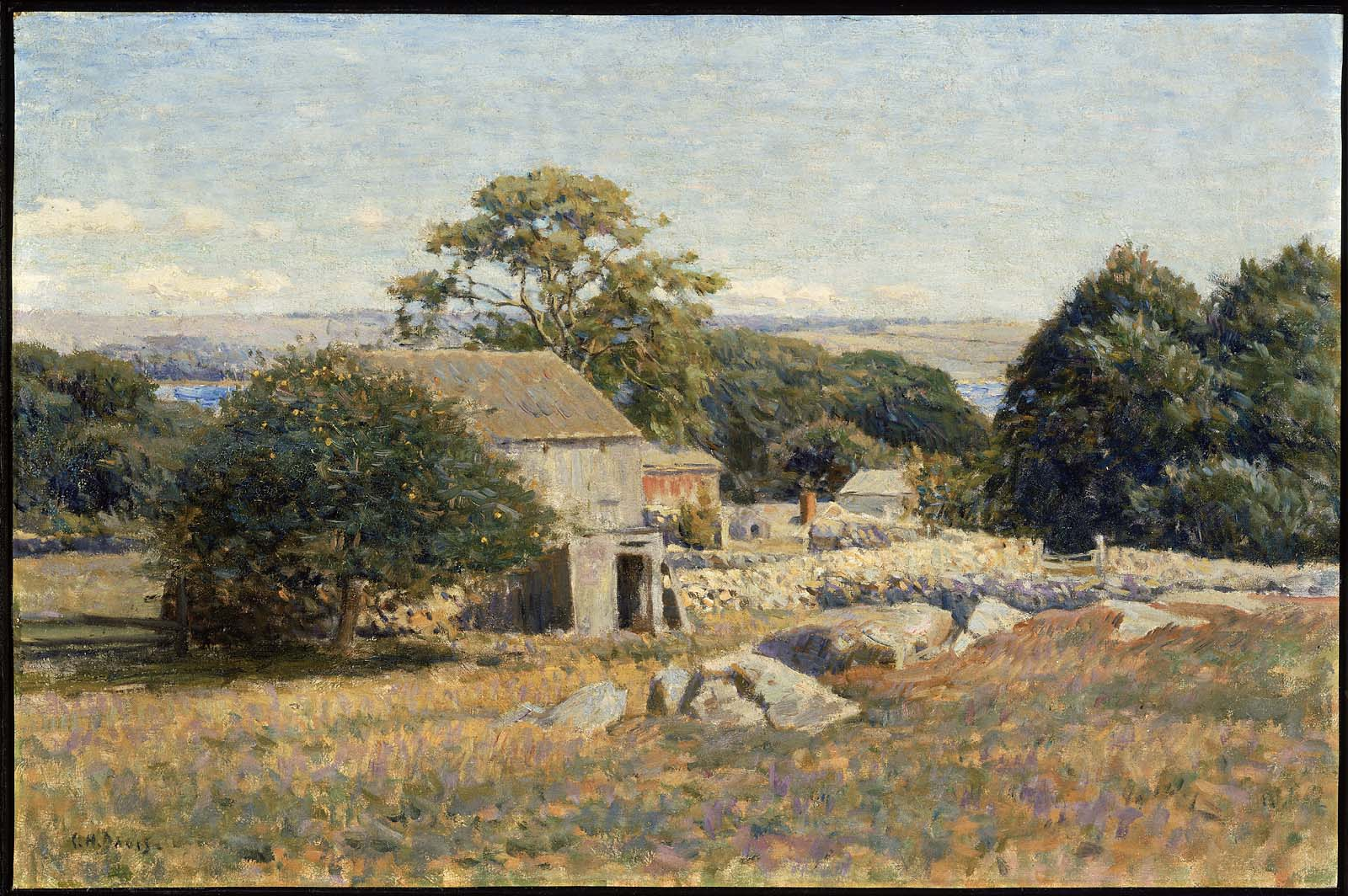
Morning Sunlight (vers 1895), musée des Beaux-Arts de Boston
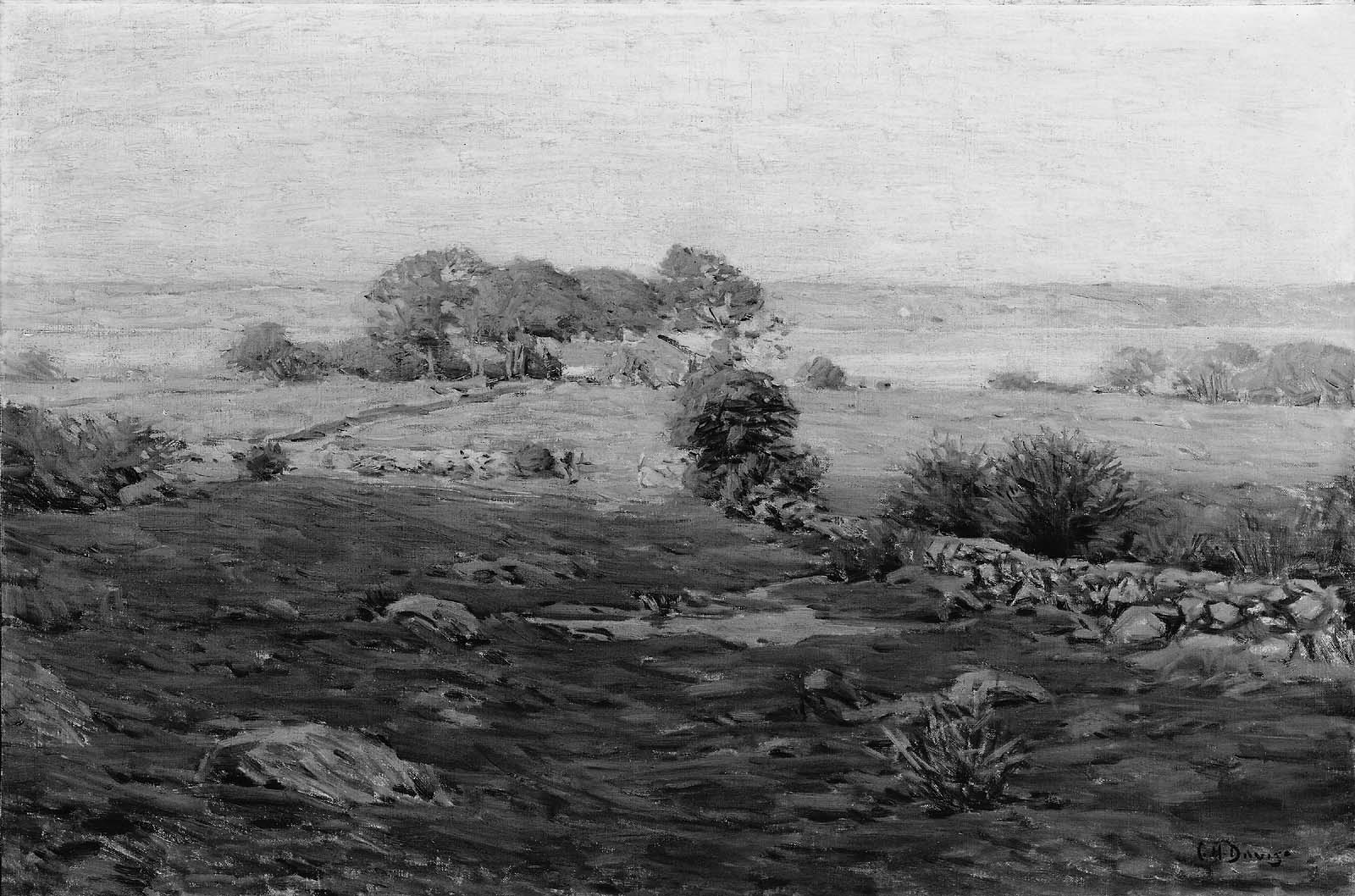
Pastures in May (1898), musée des Beaux-Arts de Boston
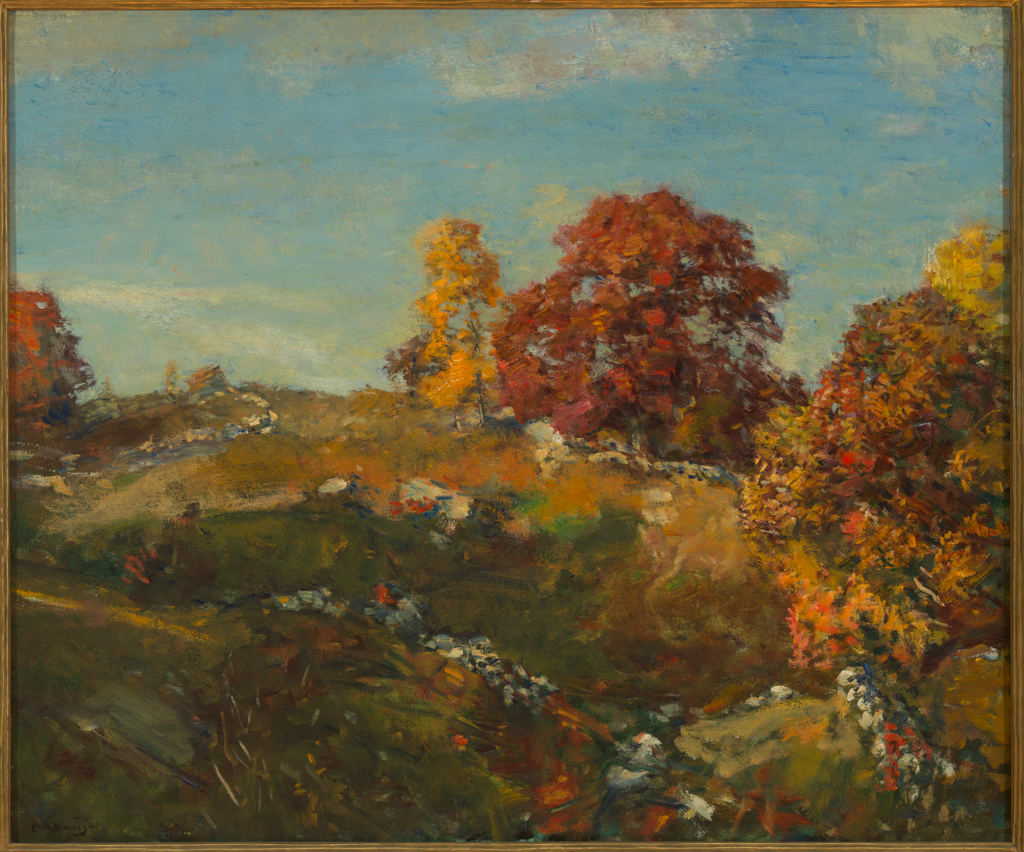
Tide of Autumn (vers 1911-1912), Rhode Island School of Design Museum
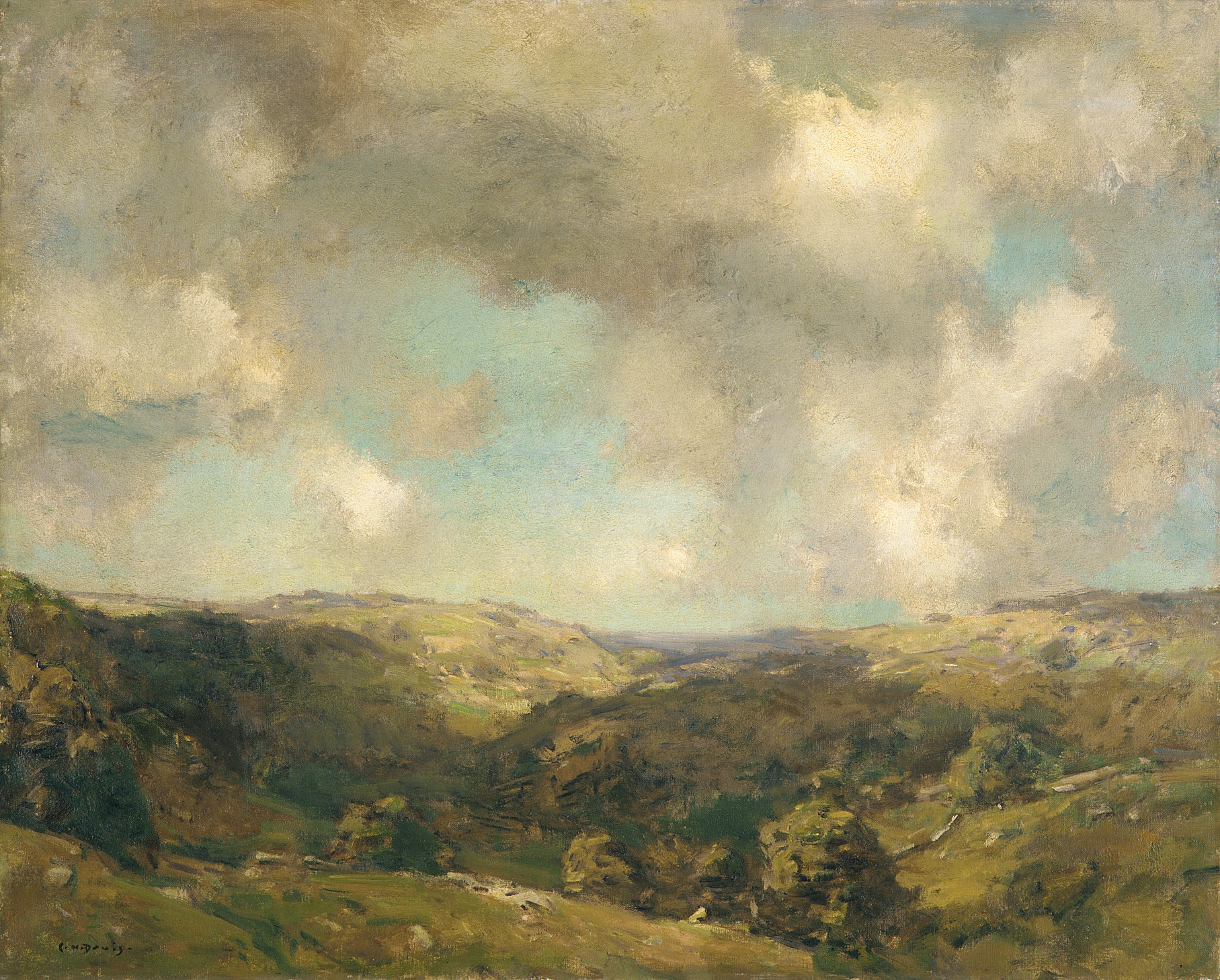
August (sans date), Metropolitan Museum of Art
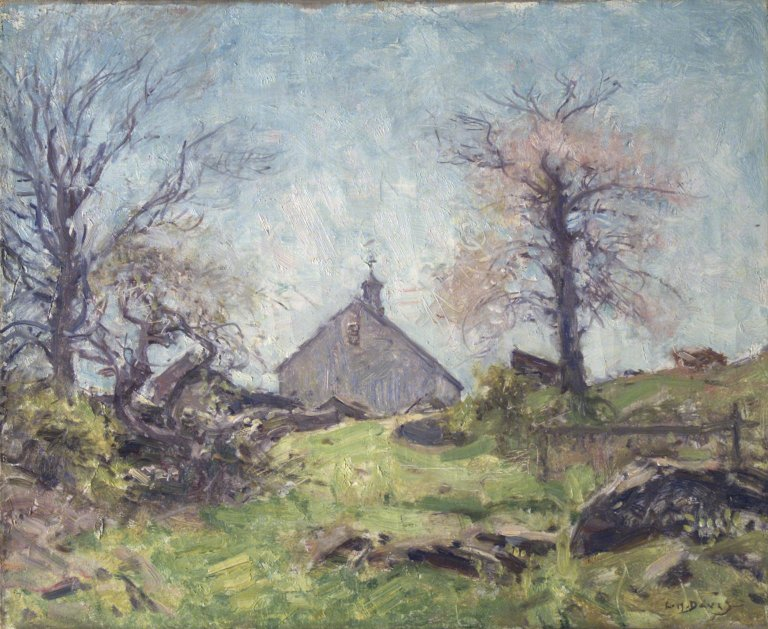
In Spring Sunshine (vers 1920), Brooklyn Museum
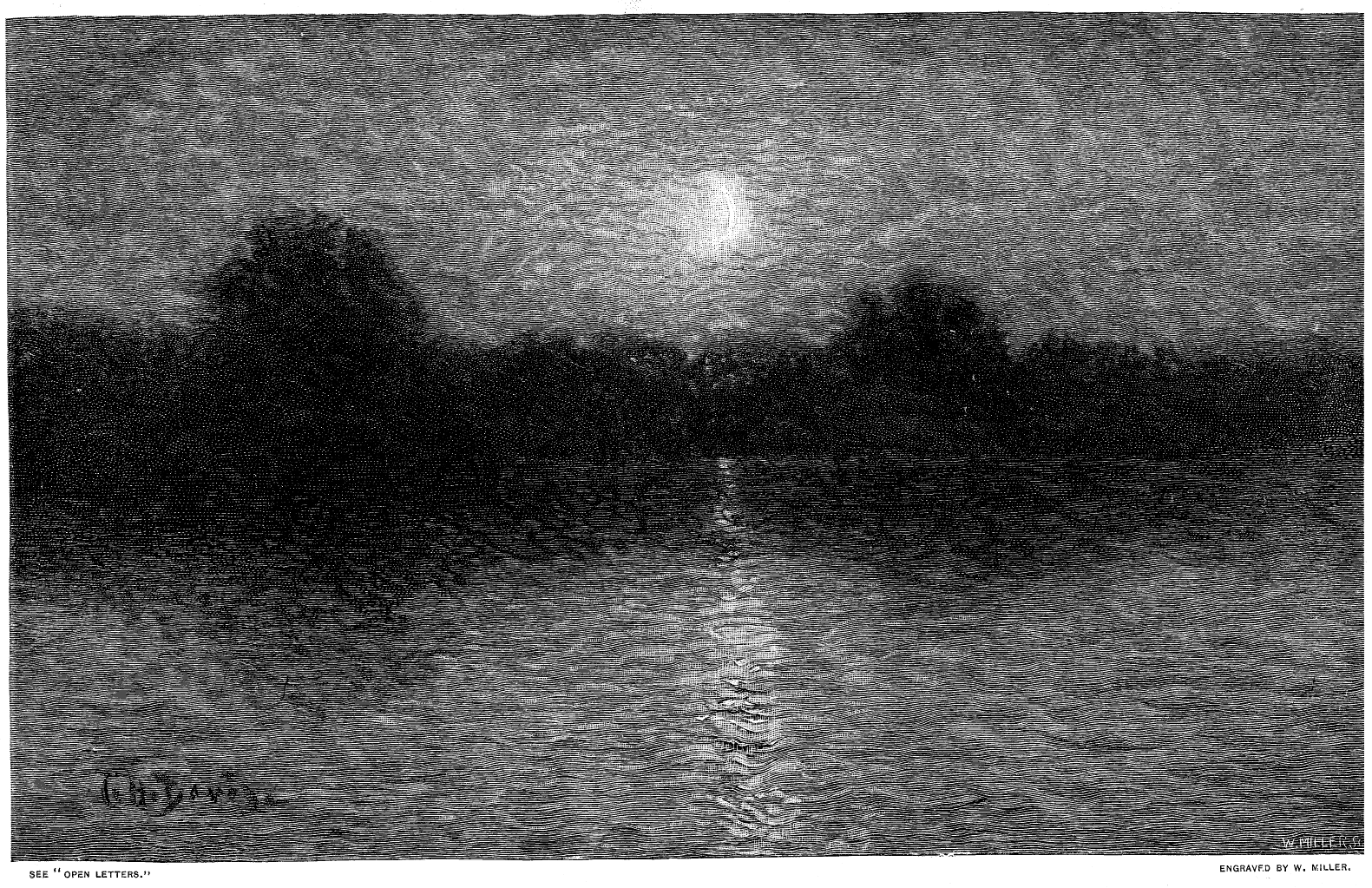
Summer Evening (sans date)
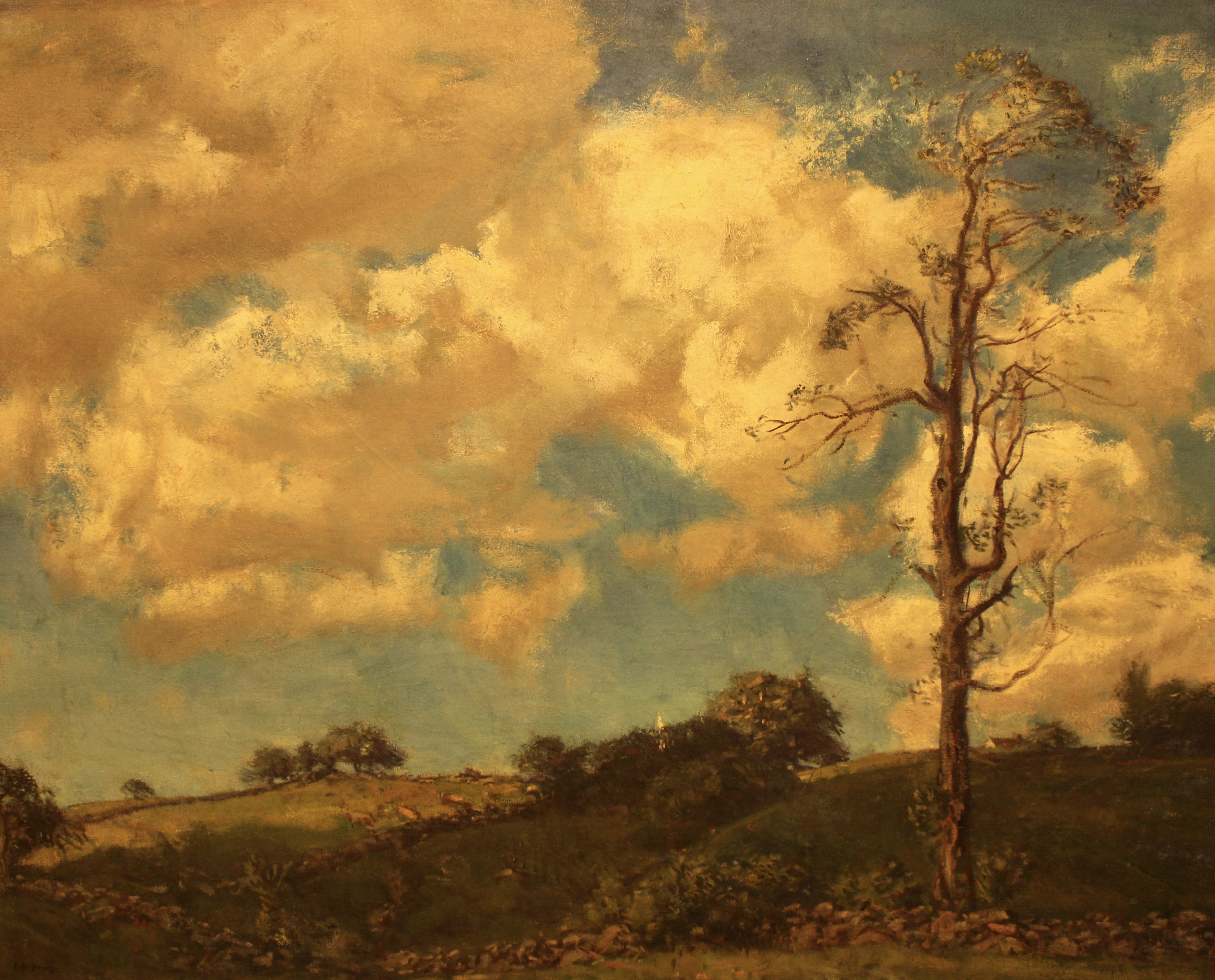
Summer Clouds (sans date)
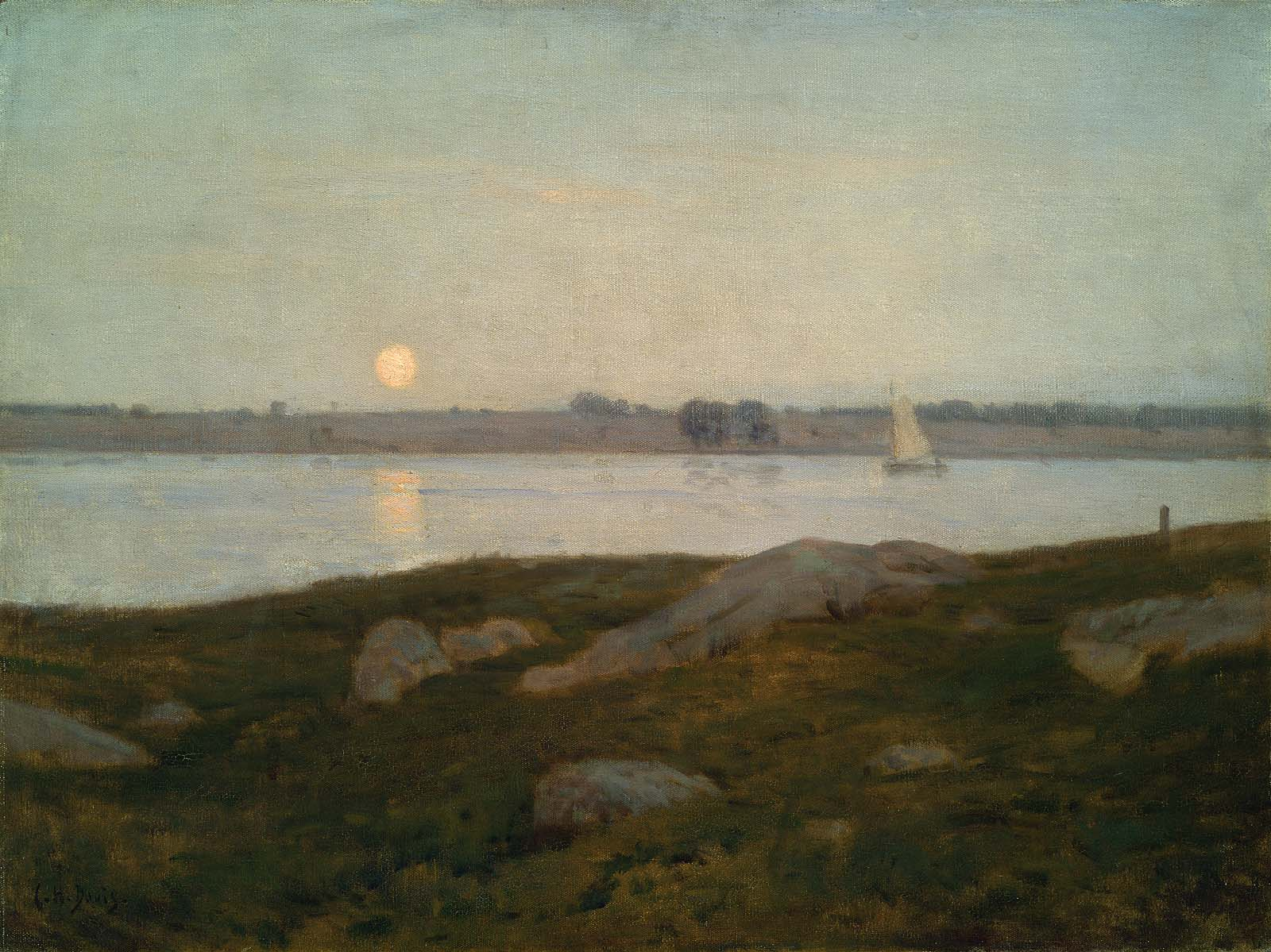
Summer Twilight (sans date), musée des Beaux-Arts de Boston
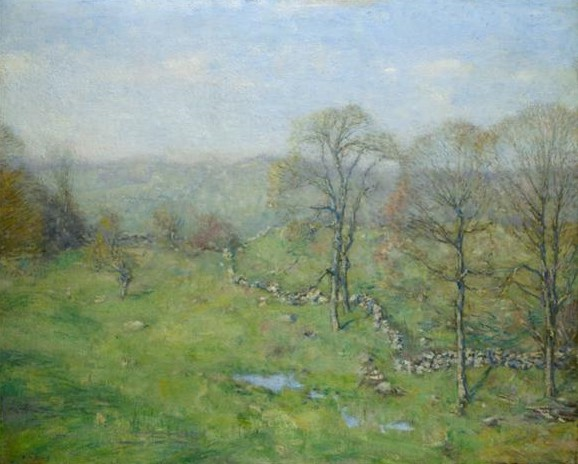
May Morning (vers 1915)